# Tolózár

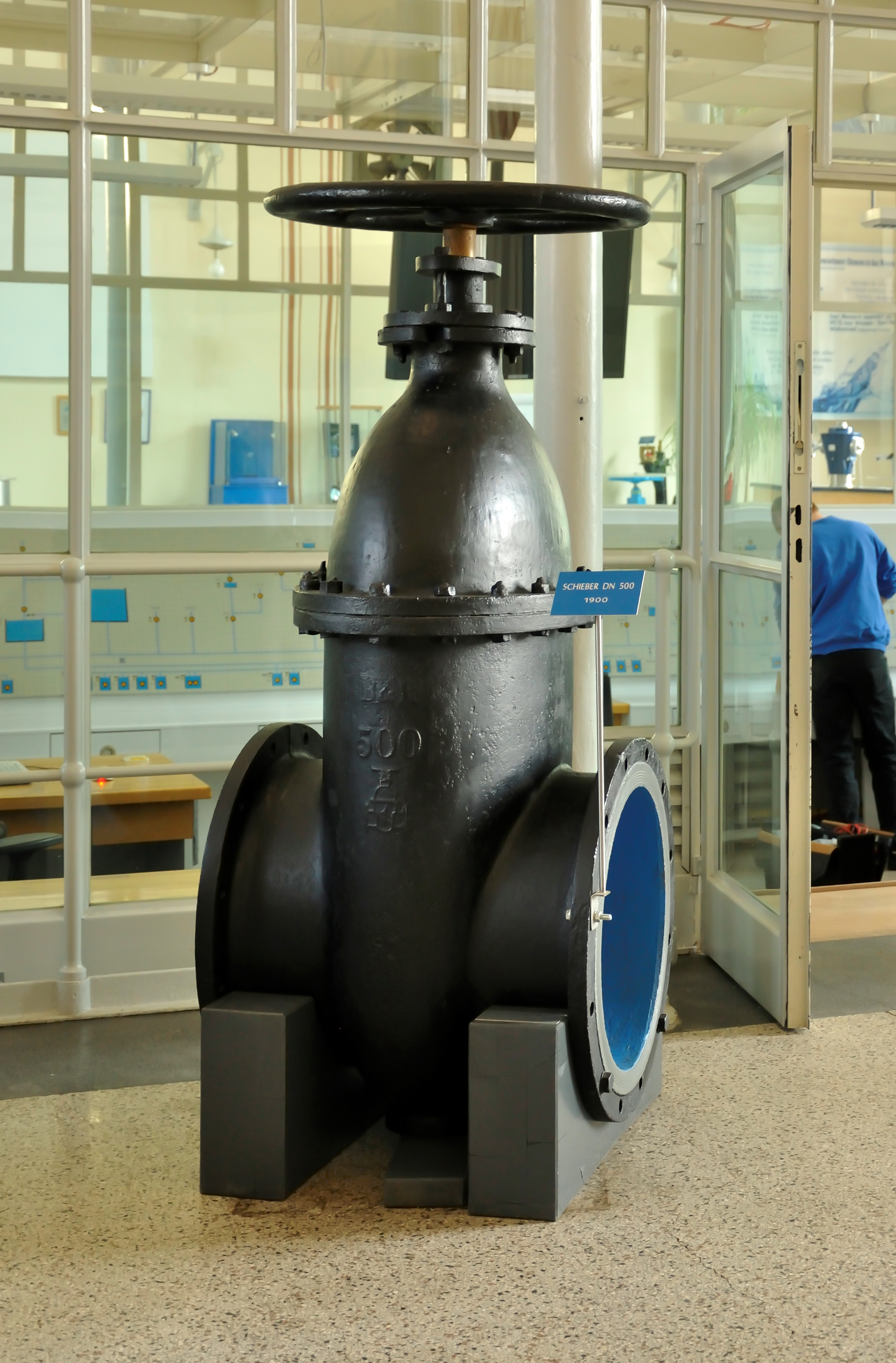
Oválisházú tolózár

A tolózár csővezetékbe építve folyadék vagy gáz áramlásának lezárására és megnyitására szolgáló gépelem (armatúra). A tolózár záróeleme az ülés zárófelületével párhuzamosan vagy közel párhuzamosan mozdul el. A tolózár előnye az, hogy teljesen nyitott állapotban a közeg irányváltás nélkül, igen kis nyomáscsökkenéssel áramlik keresztül. A tolózárakat nyitásra és zárásra használják, az áramló mennyiség szabályozására szelepeket használnak.
Laposházú tolózárakat egészen kis nyomásoknál használnak, ezek háza téglatest alakú, igen kis beépítési hosszal rendelkeznek. 20 bar nyomásig oválisházú, e fölött hengeresházú tolózárak építhetők be. A tolózár záróeleme ék alakú vagy ritkábban párhuzamos zárófelületekkel több elemből áll, melyeket rugók feszítenek a tolózár ülékéhez zárt állapotban. A zárótest mozgatását menetes orsó végzi, melyet tömszelencén keresztül a szabadba vezetnek és kézikerékkel vagy motorral forgatnak. Ha az anyát a záróelembe szerelik, az orsó helybenforgó (nem emelkedik a forgatás folyamán). Ellenkező esetben az anyát a tolózár fedélbe szerelik és nyitáskor az orsó a záróelemmel együtt függőlegesen elmozdul.

## Külső hivatkozások
- Irányítástechnika jegyzet 3 fejezet Pécsi Tudományegyetem
- Juhász György összeáll.: Csővezetékek és csővezetéki elemek Segédlet
- Brian Nesbitt: Handbook of valves and actuators Google Books